# Autodesk Maya
Autodesk Maya, vaak afgekort tot Maya, is een computerprogramma voor het creëren van 3D-modellen en animaties. Het werd voorheen geproduceerd door het bedrijf Alias (voorheen Alias|Wavefront), maar dat bedrijf is sinds oktober 2005 overgenomen door Autodesk, dat nu Maya uitgeeft. Maya is een van de meest gebruikte 3D pakketten in de film- en televisie-industrie en het wordt ook bij het ontwikkelen van computerspellen steeds meer gebruikt. Maya heeft zijn populariteit vooral te danken aan zijn uitgebreide mogelijkheden, intuïtieve interface en openheid voor ontwikkelaars. Zo goed als elk deel van Maya kan door de gebruiker aangepast worden door middel van Mel-scripting of door het schrijven van plug-ins.

## Animatie
Een van Maya's sterkste punten is het animatiegedeelte. Door verschillende objecten op allerlei manieren aan elkaar te verbinden en er eveneens beperkingen op te leggen is het mogelijk om een zogenaamde rig te bouwen. Een rig is een structuur die het animeren van een object veel makkelijker maakt. Je hoeft dan vaak maar enkele objecten zelf te animeren en de rest van de objecten beweegt dan automatisch mee. Denk bijvoorbeeld aan een arm: als je de hand verplaatst kan Maya met een rig automatisch de oriëntatie van je onder- en bovenarm bepalen.
Maya is volgens velen een goede combinatie tezamen met het programma Motionbuilder. Motionbuilder is een programma waarmee realtime animaties vervaardigd kunnen worden, die daarna weer naar Maya geëxporteerd kunnen worden. Het is inmiddels door Autodesk overgenomen van Alias die op zijn beurt het weer heeft overgenomen van Kaydara.

## Modeling
Maya ondersteunt verschillende methoden voor het modelleren van objecten
- Polygon-modeling, waarbij je je objecten opbouwt uit polygonen.
- Subdiv-modeling, is in principe hetzelfde als polygon-modeling, maar het wordt dan automatisch rond gemaakt. Deze methode is heel goed voor het modelleren van organische objecten, zoals mensen en dieren.
- NURBS-modeling, dat ook erg geschikt is voor ronde vormen, maar erg moeilijk te beheersen is. Je zult vaak van tevoren moeten plannen hoe je de NURBS uit gaat leggen. Deze methode is heel goed voor het maken van strakke ronde vormen, zoals een auto.